# Steindór Andersen

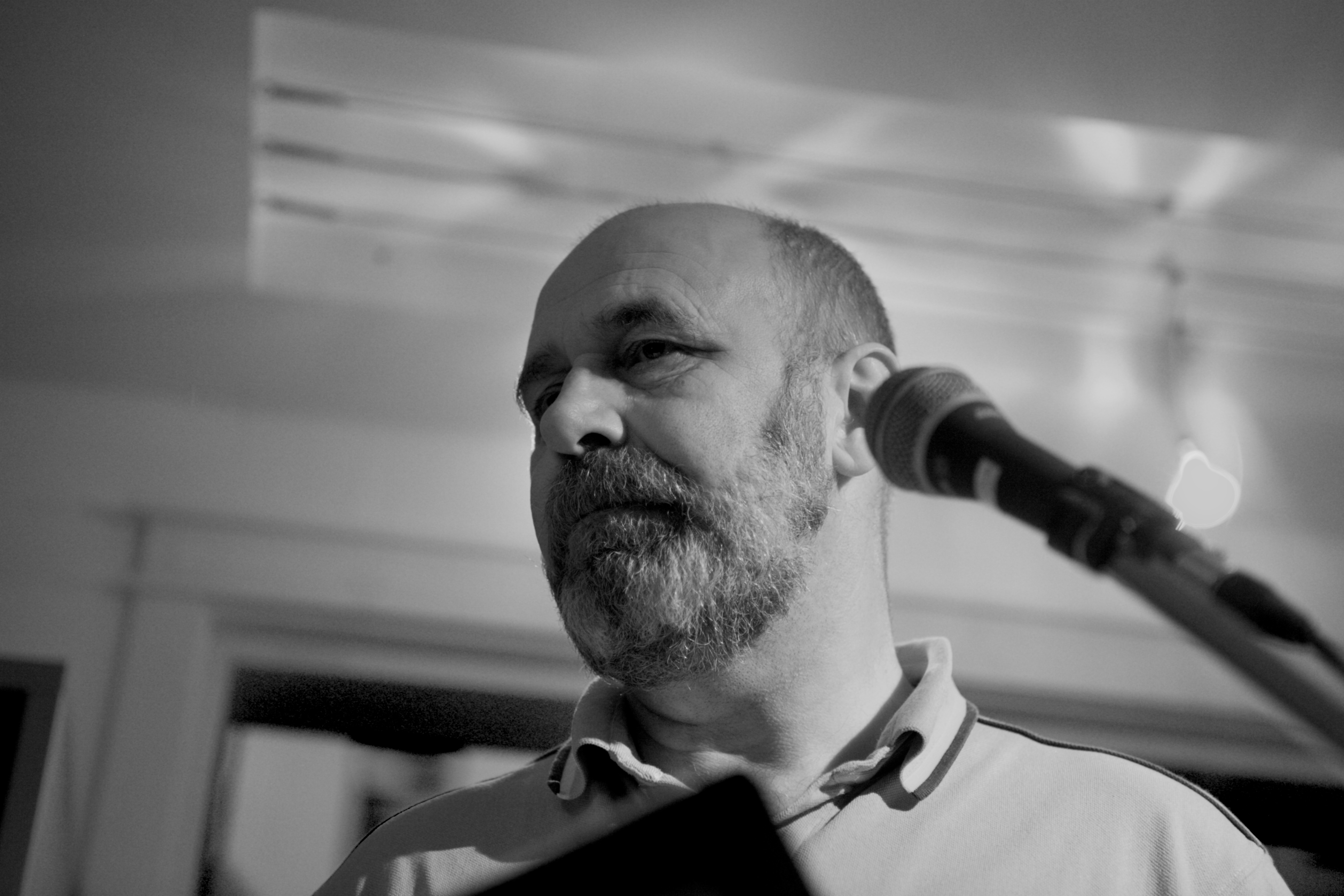

Steindór Andersen (1954-2025) era un músico islandés. 
Andersen es reconocido por sus interpretaciones de rímur, y es ampliamente conocido por sus colaboraciones con la banda Sigur Rós. Además de contribuciones con Hilmar Örn Hilmarsson y el rapero Erpur Eyvindarson.
Él también trabaja de pescador, capitaneando su barco Iðunn.

## Discografía
- Rímur EP (2001) (con Sigur Rós)[3]
- Rímur & Rapp (2002), con Hilmar Örn Hilmarsson y Erpur Eyvindarson.
- rímur (2003)

Después del Folk Music Festival en Siglufjörður, en julio de 2007, donde Steindór es un invitado frecuente, otro músico invitado al festival, Evan Harlan del grupo Andrómeda, impresionado con el estilo musical de Steindór en rímur, compuso la pieza "Steindór Gets the Blues". La composición fue lanzada en Boston, la ciudad del grupo islandés-americano, a finales del mismo mes.
Steindór también aparece en el DVD de Sigur Rós de 2007, Heima, cantando en vivo "Hugann seiða svalli frá" del disco Rímur.

## Películas
- Screaming Masterpiece (2005)